# Дейлвілл (Індіана)
Дейлвілл (англ. Daleville) — місто (англ. town) в США, в окрузі Делавер штату Індіана. Населення — 1651 особа (2020).

## Географія
Дейлвілл розташований за координатами 40°7′7″ пн. ш. 85°33′28″ зх. д. / 40.11861° пн. ш. 85.55778° зх. д. (40.118691, -85.557716).  За даними Бюро перепису населення США в 2010 році місто мало площу 5,37 км², з яких 5,31 км² — суходіл та 0,06 км² — водойми.

## Демографія
Згідно з переписом 2010 року, у місті мешкало 1647 осіб у 671 домогосподарстві у складі 457 родин. Густота населення становила 307 осіб/км².  Було 716 помешкань (133/км²).
Расовий склад населення:
| - 97,6 % — білих - 0,7 % — азіатів - 0,4 % — чорних або афроамериканців - 0,1 % — вихідців з тихоокеанських островів - 0,1 % — корінних американців |

До двох чи більше рас належало 1,0 %. Частка іспаномовних становила 0,5 % від усіх жителів.
За віковим діапазоном населення розподілялося таким чином: 22,9 % — особи молодші 18 років, 62,4 % — особи у віці 18—64 років, 14,7 % — особи у віці 65 років та старші. Медіана віку мешканця становила 40,0 року. На 100 осіб жіночої статі у місті припадало 91,7 чоловіків;  на 100 жінок у віці від 18 років та старших — 89,3 чоловіків також старших 18 років.
Середній дохід на одне домашнє господарство  становив 57 736 доларів США (медіана — 42 500), а середній дохід на одну сім'ю — 61 811 долар (медіана — 54 167). Медіана доходів становила 40 417 доларів для чоловіків та 35 577 доларів для жінок. За межею бідності перебувало 11,0 % осіб, у тому числі 15,3 % дітей у віці до 18 років та 3,1 % осіб у віці 65 років та старших.
Цивільне працевлаштоване населення становило 784 особи. Основні галузі зайнятості: освіта, охорона здоров'я та соціальна допомога — 32,5 %, роздрібна торгівля — 14,8 %, мистецтво, розваги та відпочинок — 13,5 %.